# Nykonservatisme
 Der er for få eller ingen kildehenvisninger i denne artikel, hvilket er et problem. Du kan hjælpe ved at angive troværdige kilder til de påstande, som fremføres i artiklen.

Neokonservatisme eller nykonservatisme er en politisk tænkning, som opstod i 60'ernes USA som opposition til kulturelativismen og med udspring i den konventionelle konservatisme. I USA var neokonservatismen en reaktion mod en fjern og upersonlig storadministration (big government) og mod ideen om et stort, centralstyret nationalt samfund (national community). I stedet tilstræbes større personligt ansvar og decentralisering med mere magt til delstater og kommuner. Værdier som lokalsamfundet, familien, igangsætterånd og religion vægtes højt. Nykonservative har ofte nationalistiske træk og er i praktisk politik ofte enige i nyliberalisternes ønske om at indskrænke de offentlige udgifter.
De neokonservative adskiller sig fra mange på den amerikanske højrefløj ved deres modstand mod føderal lovgivning på områder, som de anser for alt for private til statslig indblanding, fx abort og bøn i skoler. Fortalere for neokonservatismen er bl.a. demokraten senator Daniel Patrick Moynihan (f. 1927) og sociologerne Robert Nisbet og Daniel Bell (indtil 1988).
Under Ronald Reagan blev nykonservative tanker brug til at legitimere den hårde politik over for Sovjetunionen, og præsident George W. Bush jr. var meget inspireret af nykonservatismen, som tydeligt skinnede igennem i hans udenrigspolitik.
Selve begrebet er meget diffust. Tilhængere af nykonservatismen har ofte vidt forskellige holdninger.
To nykonservatismens stamfædres overvejelser og principper:

## Leo Strauss

### Kritik af det moderne samfund
Leo Strauss var en stor kritiker af (sen)moderniteten, som han mente medførte relativisme og nihilisme. Det moderne samfund er ifølge Strauss kendetegnet ved, at alt opfattes som lige godt. Dette skyldes det ekstreme fokus på individualisme. Det er næsten umuligt at tale om det fælles bedste.

### Oldgrækernes og religionens værdier
For at overvinde samfundet og statens forfald skal de klassiske dyder og den klassiske dannelse fra oldgrækernes tid genindføres. Den eneste måde samfundets stabilitet kan genoprettes, er ved at gå tilbage til den klassiske filosofi hos Platon og Aristoteles, da der hos dem er fokus på det fælles bedste. Religion er også vigtig, hvis samfundets forfald skal stoppes. Gud er vigtig, fordi religion ikke kan relativeres. Religion ses som den lim, der binder samfundet sammen.
Strauss' opfattelse af demokratiet tager igen udgangspunkt i oldgrækernes opfattelser. Det er vigtigt, at det er de bedste, mest erfarne og klogeste, der træffer beslutningerne – meritokrati. Det vigtigste er altså ikke deltagelse fra folket, men derimod rigtigheden af beslutningerne, der bliver taget. Denne åndsaristokratisme medførere et elitært samfund, hvor en elite tager beslutninger ud fra en forpligtelse overfor fællesskabet og det fælles bedste. Denne elite bør bekæmpe demokratiets fjender som fascister eller islamiske fundamentalister.
Problemet ved det liberale lighedsdemokrati er, at der er for meget egoisme; der bliver simpelthen ikke tænkt på det fælles bedste. 
For at Strauss' demokrati kan gennemføres, er det vigtigt, at borgerne udviser "samfundssind". Derfor skal man i uddannelsessystemet undervise i de klassiske dyder og den europæiske kulturarv – kulturkanon.
Den canadiske akademiker og politiske kommentator Shadia Drury henviser dog til, at Leo Strauss' politiske filosofi også indeholder et stærkt esoterisk element. F.eks. påpeger Drury, at Leo Strauss, ligesom Platon, er tilhænger af den "Noble Løgn", hvor det er tilladeligt, at politikere lyver for deres egen befolkning, for at opnå et på forhånd fastlagt mål. Begreber som "godt og ondt" bør være centrale elementer i Statens kommunikation med borgeren, da borgeren ikke er villige til at udkæmpe de nødvendige langvarige krige, som Strauss (i henhold til Drury) mener der skal til, for at samfundet ikke degenerer. Dermed er de nykonservative og straussianerne i virkeligheden en "kult", der selv ønsker at føre "hellig krig". Dette kommer især til udtryk i hendes bog Terror and Civilization: Christianity, Politics, and the Western Psyche.

## Allan Bloom

### Familiens opløsning
Manglen på det nære familieliv i det moderne samfundet er et stort problem, når man skal prøve at bevare den kulturelle bagage. Det er familiens opgave at frembringe civiliserede mennesker. Familierne er nu snarere en transithal, hvor man spiser og sover sammen, den såkaldte svingdørsfamilie. Dette sammen med skilsmisseprocenterne er en af de store grunde til samfundets forfald. Der mangler et af de vigtigste fællesskaber, nemlig familien! Endnu en faktor i den øgede individualisme.
Bloom kalder feminismen for et moderne og umuligt projekt. Før havde et barn en persons fulde opmærksomhed i det moderen var hjemmegående, og faderen arbejdede. I det moderne samfund er skellene blevet udvisket, derfor får barnet to halve opmærksomheder. Spørgsmålet er så, om to halve er ligeså gode som en hel. Bloom er kendt for citatet: "loven kan kræve, at mænds brystvorter sidestilles med kvinders, men det får dem ikke til at give mælk"

### Kristendommens forfald
Et liv baseret på Biblen kommer nærmere sandheden. Når de store åbenbaringer forsvinder, er der ikke meget værdi tilbage til at forme individets moralske habitus og skabe mening i tilværelsen. De unge i det moderne samfund skal nok lære deres medicin eller jura, men de kan se frem til et tomt liv, fordi traditionerne er forsvundet.
Kristendommen er en del af kulturen, som er ekstremt vigtig for Bloom og de nykonservative. Det er kulturen, der forener os.

## Nykonservatisme i USA
Efter 11. september 2001 fik de nykonservative lov til at sætte dagsorden i den amerikanske regering. En forståelse af nykonservatisme gør en forståelse af USA's udenrigspolitik nemmere. I den nykonservative ideologi og Strauss og Blooms tanker er der en klar retfærdiggørelse af krig:
Strauss påpeger, at hvis de vestlige demokratier skal bevares, må hele verden gøres demokratisk.
Strauss mener, at det gode regime og den gode stat har ret til at afsige værdidomme, og ret og pligt til at forsvare sig i mod og bekæmpe de dårlige regimer.
Ifølge de nykonservative er det altså vigtigt, at USA engagerer sig aktivt i verden. USA's enorme militære magt skal bruges til at opretholde en verdensorden. USA bør lede et ”moralsk korstog”, da det i kristendommen er vigtig at bekymre sig om andre end sig selv, sin næste. Verden ses som en kamp imellem det gode og onde. Nogle argumenterer for at denne ekspansionistiske nationalisme er en form for nykolonialisme.